# Fairy
Fairy es una marca de líquido lavavajillas concentrado para lavar a mano producido por Procter & Gamble. Este lavavajillas está distribuido en España, Reino Unido, Alemania, Francia y Polonia. En Estados Unidos y Latinoamérica se le llama «Dawn», aunque al menos en México lo renombraron como «Salvo».
Dispone de una gran concentración de tensoactivos que ayudan en la limpieza. Además, son muchos los que denuncian que Fairy contiene ftalatos y almizcles sintéticos, productos químicos cuya inocuidad no ha sido demostrada y que podrían penetrar por la piel en el organismo.
Uno de los productos de la gama a mano ha sido considerado por la OCU el mejor lavavajillas del mercado en el año 2020.

## Comercialización de la marca
La gama de productos ha sufrido una división entre Fairy a mano y Fairy a máquina debido a la generalización de los lavavajillas automáticos.

### Fairy a mano
- Fairy original
- Fairy platinum
- Fairy Ultra
- Fairy espuma activa
- Fairy limpieza y cuidado
- Fairy extra higiene

### Fairy a máquina
- Fairy original
- Fairy platinum
- Fairy platinum gel